# Liste der Kulturdenkmale in Masserberg
Die Liste der Kulturdenkmale in Masserberg umfasst die als Ensembles, Einzeldenkmale und Bodendenkmale erfassten Kulturdenkmale in der thüringischen Gemeinde Masserberg und ihrer Ortsteile (Stand: 11. Februar 2025).
Die Angaben in der Liste ersetzen nicht die rechtsverbindliche Auskunft der zuständigen Denkmalschutzbehörde.

## Legende
- Bild: zeigt ein Bild des Kulturdenkmals und gegebenenfalls einen Link zu weiteren Fotos des Kulturdenkmals im Medienarchiv Wikimedia Commons
- Bezeichnung: Name, Bezeichnung oder die Art des Kulturdenkmals
- Lage: Wenn vorhanden Straßenname und Hausnummer des Kulturdenkmals; Grundsortierung der Liste erfolgt nach dieser Adresse. Der Link Karte führt zu verschiedenen Kartendarstellungen und nennt die Koordinaten des Kulturdenkmals.
 Kartenansicht, um Koordinaten zu setzen – in dieser Kartenansicht sind Kulturdenkmale ohne Koordinaten mit einem roten bzw. orangen Marker dargestellt und können in der Karte gesetzt werden. Kulturdenkmale ohne Bild sind mit einem blauen bzw. roten Marker gekennzeichnet, Kulturdenkmale mit Bild mit einem grünen bzw. orangen Marker.
- Datierung: gibt das Jahr der Fertigstellung beziehungsweise das Datum der Erstnennung oder den Zeitraum der Errichtung an
- Beschreibung: bauliche und geschichtliche Einzelheiten des Kulturdenkmals, vorzugsweise die Denkmaleigenschaften
- ID: Die ID identifiziert das Kulturdenkmal eindeutig. In Thüringen sind aktuell keine IDs veröffentlicht. In der ID-Spalte kann sich auch folgendes Icon  befinden, dies führt zu Angaben zu diesem Kulturdenkmal bei Wikidata.

## Ensemble

### Masserberg
| Bild | Bezeichnung    | Lage | Datierung | Beschreibung | ID |
| --- | -------------- | --- | --------- | ------------ | -- |
| [[Vorlage:Bilderwunsch/code!/O:!/C:50.51706,10.971506!/D:Kurhausstraße 6, 7; Prof.-Georg-Lenz-Straße 1, 2, 3, 4, 5, 7 Flur 3 / Flurstück(e) 46, 44, 45, 127 / 2, 128 / 5, 128 / 1, 114 / 3, 124, 123, 122, 121, 120, 119, 118, 117, 106, 107 / 1, 107 / 2, 109, 110, ENS Kurbereich!/\|BW]] | ENS Kurbereich | Kurhausstraße 6, 7; Prof.-Georg-Lenz-Straße 1, 2, 3, 4, 5, 7 Flur 3 / Flurstück(e) 46, 44, 45, 127 / 2, 128 / 5, 128 / 1, 114 / 3, 124, 123, 122, 121, 120, 119, 118, 117, 106, 107 / 1, 107 / 2, 109, 110 (Karte) |           |              |    |

## Einzeldenkmale

### Einsiedel
| Bild            | Bezeichnung      | Lage                                   | Datierung | Beschreibung | ID |
| --------------- | ---------------- | -------------------------------------- | --------- | ------------ | -- |
| Fotos hochladen | Ehemalige Schule | Bergstraße 3 Flurstück(e) 60/2 (Karte) |           |              |    |

### Fehrenbach
| Bild                           | Bezeichnung                                                | Lage                                                        | Datierung | Beschreibung | ID |
| ------------------------------ | ---------------------------------------------------------- | ----------------------------------------------------------- | --------- | ------------ | -- |
| weitere Bilder Fotos hochladen | Gemeindehaus mit Ausstattung und Glockenstuhl              | Edmund-Heinz-Straße 35 (Karte)                              |           |              |    |
| weitere Bilder Fotos hochladen | Quellfassung / Werraquelle                                 | östlich außerhalb der Ortslage Flurstück(e) 1468/15 (Karte) |           |              |    |
| weitere Bilder Fotos hochladen | Rennsteig / Thüringer Rennsteig, Plänckner'scher Rennsteig | Flurstück(e) 1632 (Karte)                                   |           |              |    |

### Heubach
| Bild                           | Bezeichnung                      | Lage                                        | Datierung | Beschreibung                              | ID |
| ------------------------------ | -------------------------------- | ------------------------------------------- | --------- | ----------------------------------------- | -- |
| weitere Bilder Fotos hochladen | Evangelische Kirche St. Wolfgang | Kirchbergweg o. Nr. Flurstück(e) 60 (Karte) |           | mit Ausstattung, Terrassierung und Treppe |    |

### Masserberg
| Bild                           | Bezeichnung                                                | Lage                                                            | Datierung | Beschreibung | ID |
| ------------------------------ | ---------------------------------------------------------- | --------------------------------------------------------------- | --------- | --- | -- |
| Fotos hochladen                | Friedhofskapelle                                           | Hauptstraße Flur 1 / Flurstück(e) 237 (Karte)                   |           | |    |
| weitere Bilder Fotos hochladen | Evangelische Bergkirche                                    | Hauptstraße 51 Flur 1 / Flurstück(e) 236/2 (Karte)              |           | 1883 eingeweiht |    |
| Fotos hochladen                | Villa / Katzenhaus                                         | Herrenhausstraße 3 Flur 3 / Flurstück(e) 195 (Karte)            |           | Villa Hertwig gehörte dem Porzellanfabrikanten Hertwig aus Katzhütte. Wegen der Katze auf dem Schornstein auch Katzenvilla genannt.                               |    |
| weitere Bilder Fotos hochladen | Hotel / Hotel 'Kurhaus'                                    | Kurhausstraße 12 Flur 3 / Flurstück(e) 128 / 5 (Karte)          |           | 1906 errichtet, von 2016 bis 2018 saniert |    |
| Fotos hochladen                | Villa                                                      | Prof.-Georg-Lenz-Straße 5 Flur 3 / Flurstück(e) 107 119 (Karte) |           | Villa Klemm gehörte dem Verleger Klemm |    |
| Fotos hochladen                | Villa                                                      | Rennsteigstraße 13 7 Flur 3 / Flurstück(e) 15 (Karte)           |           | Villa Gutheil-Schoder entstand von 1911 bis 1913 als Sommerhaus für die Opernsängerin Marie Gutheil-Schoder. Der Architekt war ihr jüngerer Bruder Thilo Schoder. |    |
| Fotos hochladen                | Gedenkstätte / Gedenkstätte der KZ-Häftlinge               | Friedhof (Karte)                                                |           | Gedenkstele für zwei KZ-Häftlinge |    |
| Fotos hochladen                | Rennsteig / Thüringer Rennsteig, Plänckner'scher Rennsteig | (Karte)                                                         |           | Straßenstein |    |

### Schnett
| Bild                                    | Bezeichnung                    | Lage                                       | Datierung | Beschreibung    | ID |
| --------------------------------------- | ------------------------------ | ------------------------------------------ | --------- | --------------- | -- |
| weitere Bilder Fotos hochladen          | Evangelische Kirche St. Oswald | Am Kirchberg 1 (Karte)                     |           | mit Ausstattung |    |
| Fotos hochladen                         | Ehemalige Jugendherberge       | Auf dem Simmersberg (Karte)                |           |                 |    |
| Fotos hochladen                         | Friedhofshalle                 | auf dem Friedhofsgelände (Karte)           |           |                 |    |
| Direkt Bild zu diesem Denkmal hochladen | Brunnen                        | westlich des Gebäudes Simmersbergstraße 56 |           |                 |    |

## Bodendenkmale

### Masserberg
| Bild            | Bezeichnung    | Lage | Datierung | Beschreibung | ID |
| --------------- | -------------- | --- | --------- | ------------ | -- |
| Fotos hochladen | ‚Laßmannstein‘ | ca. 3 km nordwestlich d. Ortes, 30 m östlich der Straße Masserberg-Kahlert, 1 km nördlich Straßenabzweig nach Gießhübel Flur 14 / Flurstück(e) 1/20 (Karte) |           |              |    |